# Condado de McNairy
O Condado de McNairy é um dos 95 condados do estado estadunidense do Tennessee. A sede do condado e sua maior cidade é Selmer. O condado possui uma área de 562,84 milha quadradas (1 457,7 km2) de terreno e uma população de 25 866 habitantes, e uma densidade populacional de 46.0 hab/milha², ou 18/km² (segundo o Censo dos Estados Unidos de 2020). O condado foi fundado em 1823.